# Branislaw Tarasjkevitsj

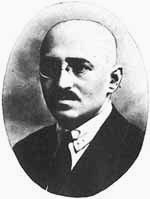
Branislaw Tarasjkevitsj

Branisláw Adámavitsj Tarasjkévitsj (Wit-Russisch: Браніслаў Адамавіч Тарашкевіч) (Vilnius, 20 januari [O.S. 8 januari] 1892 - 29 november 1938) was een Wit-Russisch politicus, taalkundige, vertaler en auteur.

## Leven en werk
Tarasjkevitsj publiceerde vanaf 1914 verscheidene werken in het Wit-Russisch. In 1918 gaf hij als docent van de afdeling cultuur en onderwijs van het volkscommissariaat (benaming voor een ministerie in Wit-Rusland 1917-1946) in Vilnius een Wit-Russische grammatica voor scholieren uit («Беларуская граматыка для школаў»). Dit was de eerste standaardisatie van de moderne Wit-Russische taal in de vroege 20e eeuw, gebaseerd op schriftelijke tradities uit kunst-, wetenschap- en publicistiekgebieden.
De standaard werd later gerussificeerd door de Sovjet-autoriteiten. De pre-gerussificeerde (klassieke) standaard, informeel naar zijn opsteller Tarasjkevitsa genoemd, werd en wordt nog gebruikt door sommige groepen van intellectuelen en de Wit-Russische diaspora.